# Trzmiel parkowy

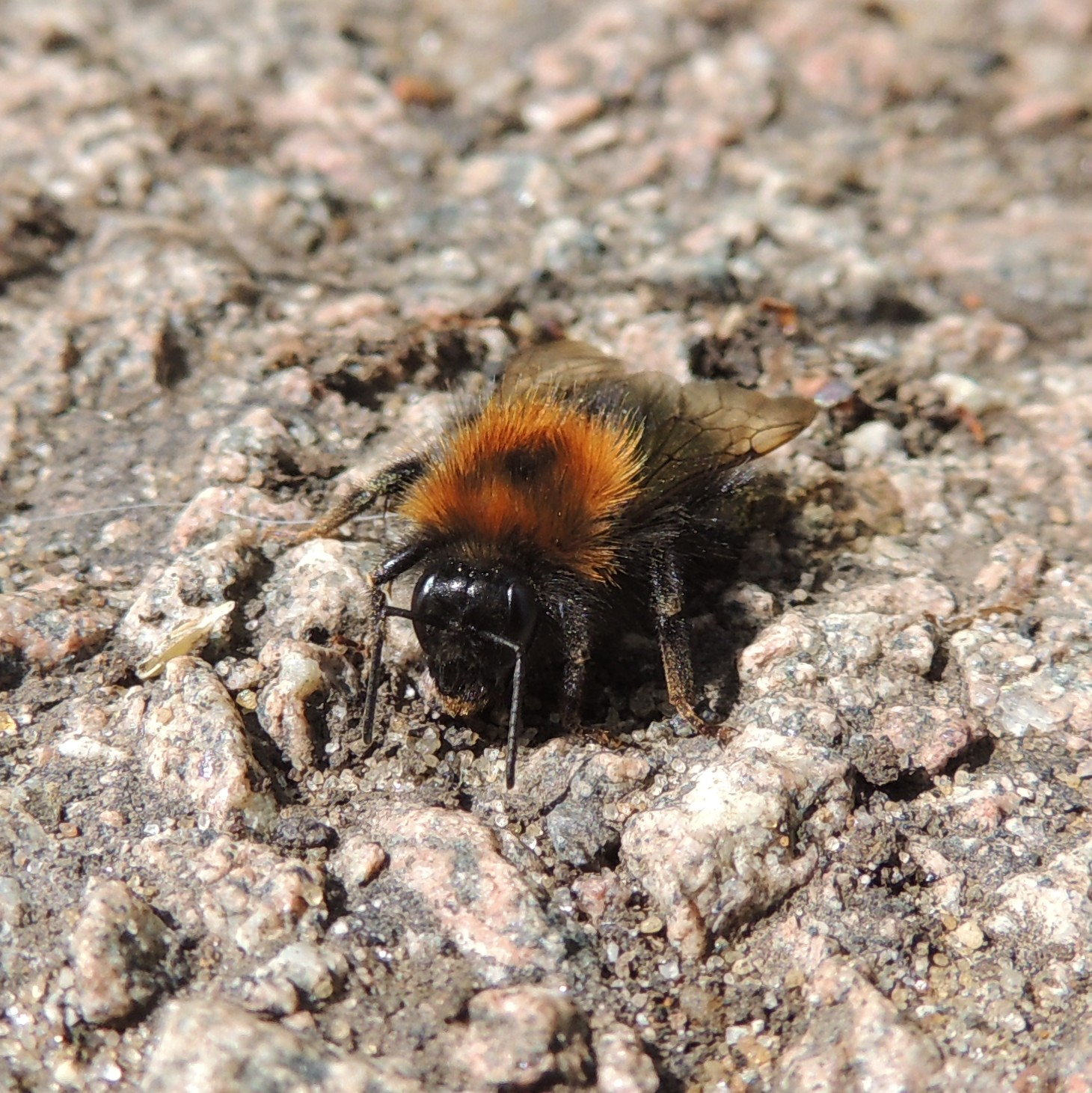
Trzmiel parkowy (Bombus hypnorum)

Trzmiel parkowy, trzmiel drzewny (Bombus hypnorum) – gatunek owada z rodziny pszczołowatych. Zaliczany do pszczół właściwych, plemienia trzmielowate (Bombini).

## Wygląd
Samica (królowa) długości 15–23 mm, robotnice 10–15 mm, samce 11–16 mm. Ciało czarno owłosione z żółtobrązowym lub czekoladowobrązowym grzbietem tułowia, czasem z domieszką czarnych włosków, na ostatnim segmencie odwłoka włoski koloru białego.

## Występowanie
Gatunek palearktyczny i orientalny, występuje także na skraju Arktyki. W Polsce pospolity, w górach występuje do wysokości 1200 m. W ostatnim stuleciu wykazywany w 62% kraju, w latach 1981–2000 wykazywany w zaledwie ok. 50% powierzchni Polski. Trzmiel parkowy preferuje środowiska antropogeniczne. Zagrożenie dla tego gatunku wynika ze zmniejszenia różnorodności roślinności pokarmowej na terenach wiejskich w wyniku intensyfikacji rolnictwa.
Trzmiel parkowy często żyje w pobliżu ludzkich osiedli, buduje swoje gniazdo ponad ziemią i często w tym celu wykorzystuje budki dla ptaków (z braku drzew dziuplastych).

## Pokarm
Pyłek i nektar roślin kwiatowych, często odwiedzają maliny i jeżyny.

## Ochrona
Trzmiel parkowy, jak i pozostałe trzmiele w Polsce podlega częściowej ochronie gatunkowej.